# Christophe Pébarthe
Christophe Pébarthe, maître de conférences à l'Institut Ausonius de l'Université Bordeaux Montaigne, est un spécialiste d'Histoire ancienne grecque, né le 15 avril 1971 à Bordeaux (Gironde). Il est  directeur de la Revue des études anciennes de avril 2009 à décembre 2020.

## Biographie
Après l'obtention d'un CAPES en histoire-géographie en 1995, il obtient son agrégation d'histoire en 1996, et enseigne comme professeur d'enseignement secondaire de 1995 à 2002. Il soutient une thèse de doctorat en 2002, préparée sous la direction d'Alain Bresson et portant sur les usages de l'écriture et la conservation des documents écrits dans l'Athènes archaïque et classique. De cette thèse est tiré un ouvrage publié en 2006 aux éditions De Boccard sous le titre Cité, démocratie et écriture. Histoire de l'alphabétisation d'Athènes à l'époque classique. Il est maître de conférences à l'université de Paris VIII de 2002 à 2007 puis à l'université de Bordeaux III. Il est à ce titre membre du laboratoire de recherche bordelais Ausonius. En 2011, il obtient son habilitation à diriger des recherches (HDR).
Il intervient lors de conférences à l'Université populaire de Bordeaux (UPB), notamment en 2019 à la chaire Démocratie, vérité et sciences sociales.

## Publications
- Introduction à l'Histoire grecque, Belin, collection atouts histoire, 2006, Paris  (ISBN 978-2701139463)
- Cité, démocratie et écriture : Histoire de l'alphabétisation d'Athènes à l'époque classique, Broché, 2006, Paris  (ISBN 978-2701802046)
- Monnaie et marché à Athènes à l'époque classique, Broché, 2008, Paris  (ISBN 978-2701146577)
- La circulation de l'information dans les états antiques, avec Pierre Villard, Jean-Marie Bertrand, Rudolf Haensch, Ausonius, collec: Études, décembre 2006.
- Athènes, l'autre démocratie. Ve siècle av. J.-C., Passés composés, 2022, Paris.